# William Loughridge

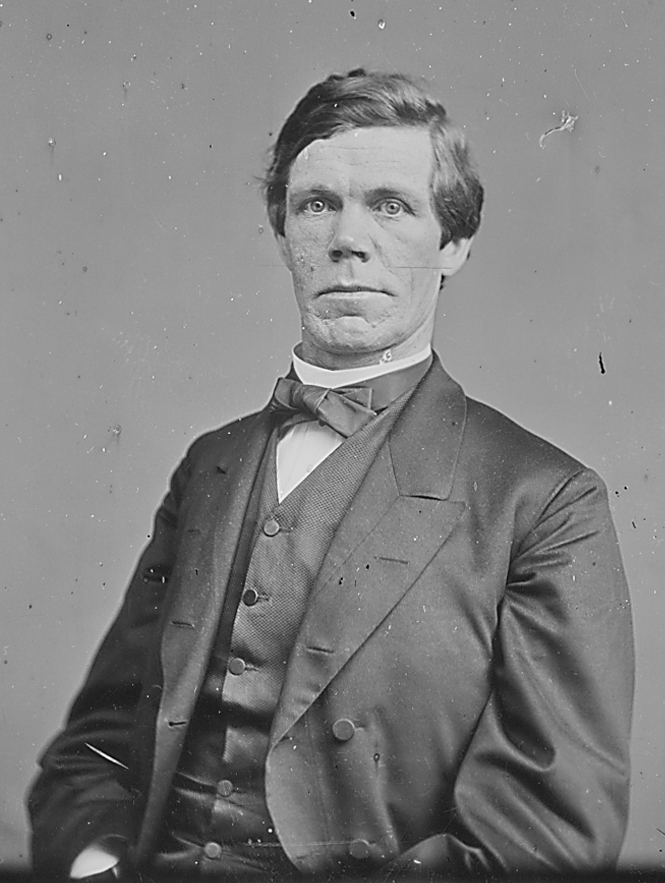
William Loughridge

William Loughridge (* 11. Juli 1827 in Youngstown, Ohio; † 26. September 1889 bei Reading, Pennsylvania) war ein US-amerikanischer Politiker. Zwischen 1867 und 1871 sowie nochmals von 1873 bis 1875 vertrat er den Bundesstaat Iowa im US-Repräsentantenhaus.

## Werdegang
William Loughridge besuchte die öffentlichen Schulen seiner Heimat. Nach einem anschließenden Jurastudium und seiner im Jahr 1849 erfolgten Zulassung als Rechtsanwalt begann er in Mansfield in seinem neuen Beruf zu praktizieren. Im Jahr 1852 zog er nach Iowa, wo er sich in Oskaloosa im Mahaska County niederließ.
Loughridge war Mitglied der 1854 gegründeten Republikanischen Partei. Zwischen 1857 und 1860 gehörte er dem Senat von Iowa an; von 1861 bis 1867 war er Richter im sechsten Gerichtsbezirk von Iowa. Bei den Kongresswahlen des Jahres 1866 wurde er als Kandidat seiner Partei im vierten Wahlbezirk von Iowa in das US-Repräsentantenhaus in Washington, D.C. gewählt, wo er am 4. März 1867 die Nachfolge von Josiah Bushnell Grinnell antrat. Nach einer Wiederwahl im Jahr 1868 konnte er zunächst bis zum 3. März 1871 zwei Legislaturperioden im Kongress absolvieren. In dieser Zeit kam es zu dem knapp gescheiterten Amtsenthebungsverfahren gegen Präsident Andrew Johnson. Außerdem wurden der 14. und der 15. Verfassungszusatz verabschiedet. Darin wurden den Afroamerikanern das Bürgerrecht und das Wahlrecht zugestanden.
1870 verlor Loughridge bei der Nominierung für eine weitere Amtszeit parteiintern gegen Madison Miner Walden. Bei den Wahlen des Jahres 1872 schaffte er aber im sechsten Distrikt den Wiedereinzug in den Kongress. Dort löste er am 4. März 1873 Jackson Orr ab. Da er im Jahr 1874 nicht mehr von seiner Partei nominiert wurde, konnte er bis zum 3. März 1875 nur eine weitere Legislaturperiode im Repräsentantenhaus absolvieren. Nach dem Ende seiner letzten Amtszeit hat William Loughridge kein weiteres wichtiges politisches Amt mehr ausgeübt. Er starb am 26. September 1889 in der Nähe von Reading und wurde in Oskaloosa beigesetzt.